# Sportpark Kelsterbach
Sportpark Kelsterbach – wielofunkcyjny stadion w Kelsterbach, w Niemczech. Został otwarty 1 maja 1956 roku. Może pomieścić 5000 widzów. Swoje spotkania rozgrywają na nim piłkarze klubu Viktoria Kelsterbach. Obok głównego stadionu z 6-torową bieżnią lekkoatletyczną znajdują się również dwa boiska treningowe (jedno ze sztuczną nawierzchnią). 30 maja 2012 roku na obiekcie rozegrano mecz towarzyski piłkarskich reprezentacji Andory i Azerbejdżanu (0:0).